# Zachary James
Zachary James (Providence, 7 dicembre 1981) è un basso-baritono e attore teatrale statunitense, vincitore di un Premio Grammy nel 2022.

## Biografia
Nato nel Rhode Island e cresciuto in Florida, ha studiato teatro musicale all'Ithaca College. Ha esordito a Broadway nel 2007 nel coro di Coram Boy, mentre nel 2008 ha fatto il suo debutto al Lincoln Center in South Pacific e nel 2009 ha interpretato Lurch nel musical La famiglia Addams, sempre a Broadway. Nel 2024 è tornato a dedicarsi al musical, interpretando Ade in Hadestown al Lyric Theatre di Londra.
In campo operistico è noto come interprete di composizioni moderne. Nel 2013 ha interpretato Abraham Lincoln nella prima mondiale di The Perfect American di Philip Glass al Teatro Real di Madrid, mentre nel 2016 ha cantato come Terry nella prima assoluta di Breaking the Waves di Missy Mazzoli all'Opera Philadelphia. Sempre nel 2016 ha interpretato lo Scriba/Amenofi III nell'allestimento di Phelim McDermott di Akhnaten con l'English National Opera al London Coliseum; successivamente è tornato a interpretate la parte anche alla Los Angeles Opera e al Metropolitan Opera House nel 2019. Ha anche inciso il ruolo su disco, grazie al quale ha vinto un Premio Grammy nel 2022.
È dichiaratamente gay e fidanzato con il designer Manuel Tiscareño.